# حوزه انتخابیه هشتم تگزاس
حوزه انتخابیه هشتم تگزاس یک حوزه انتخابیه مجلس نمایندگان آمریکا است که در ایالت تگزاس قرار دارد.